# Småtjärnarna (Vilhelmina socken, Lappland)
Småtjärnarna är en sjö i Vilhelmina kommun i Lappland och ingår i Ångermanälvens huvudavrinningsområde.